# Dresden (Washington County)
Dresden ist eine Town im Washington County im US-Bundesstaat New York. Dresden hat 677 Einwohner auf einer Fläche von 142,5 km². Die Bevölkerungsdichte liegt bei 4,9 Einwohner/km². Dresden liegt im Norden New Yorks im Adirondack State Park an der Grenze zum US-Bundesstaat Vermont. Im Westen der Town liegt der Lake George, im Osten der Lake Champlain.

## Geographie
Dresden gehört zur Glens Falls Metropolitan Statistical Area. und grenzt im Westen an das Warren County, zu dem der Lake George gehört.

## Geschichte
Dresden wurde 1784 gegründet.

## Ortsteile
- Clemens: Ein kleines Dorf an der Ostgrenze von Dresden.
- Dresden: Das Village of Dresden liegt im Nordosten der Town an der New York State Route 22 und am Westufer des Südarmes des Lake Champlain.
- Dresden Station: Ein Dorf im Südwesten Dresdens.
- Huletts Landing: Ein Dorf am Lake George im Südwesten Dresdens.

## Persönlichkeiten
- Claude B. Ferenbaugh (1899–1975), Generalleutnant der United States Army

## Belege
1. ↑  Metropolitan Areas and Components, 1999, with FIPS Codes. (TXT) US Census Bureau, abgerufen am 1. November 2014 (englisch).